# Lápiz labial

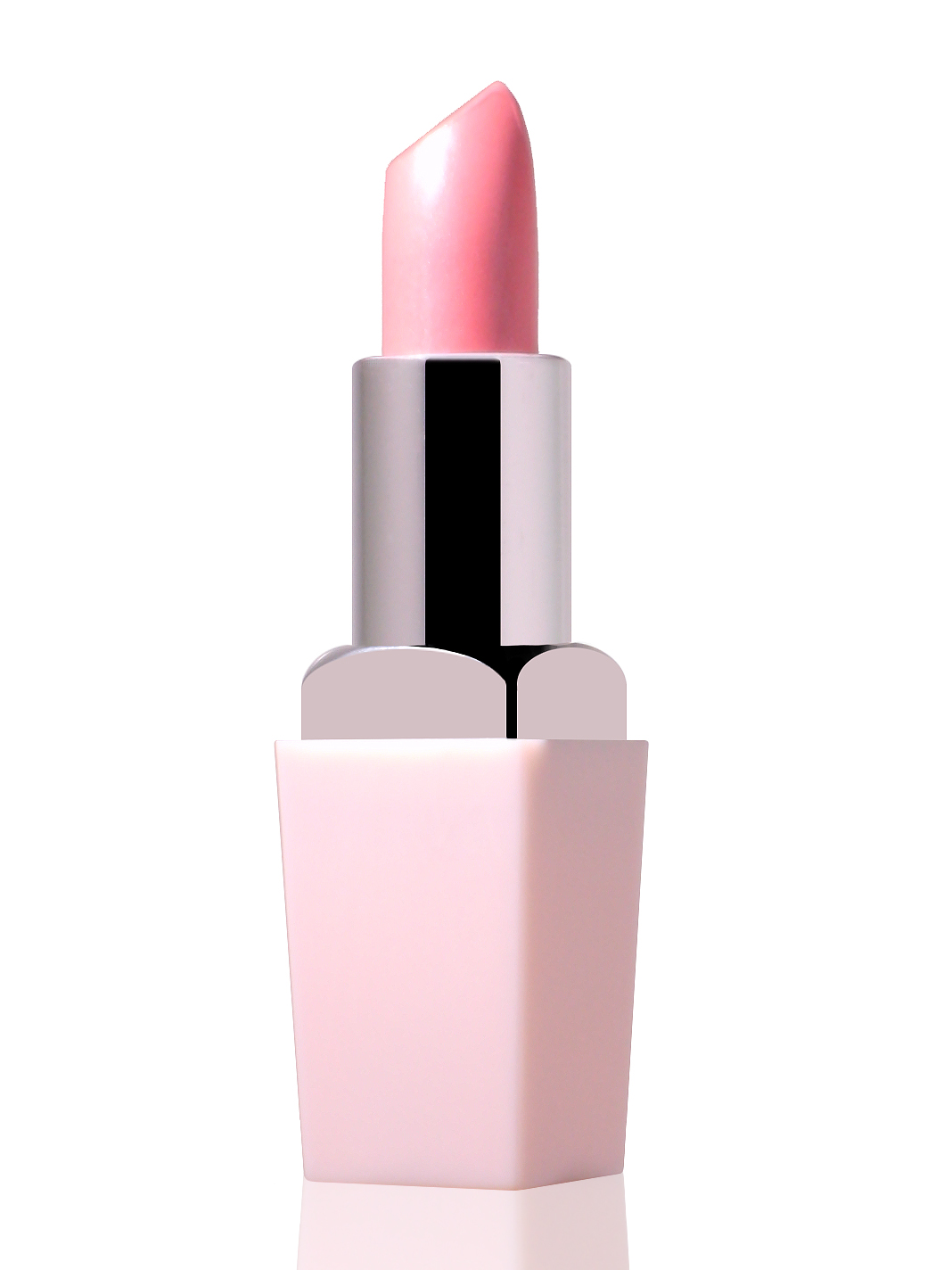
Lápiz labial rosado.

Un pintalabios, lápiz labial, lápiz de labios, barra de labios, o simplemente labial, también conocido como carmín, lípstic (del inglés lipstick), rush (conocido así en Latinoamérica y Estados Unidos en el uso cotidiano y comercial, del francés rouge à lèvres), bilet, o colorete, es un producto cosmético que contiene pigmentos, aceites, ceras y emolientes que dan color y textura a los labios.
Existen muchos tipos de labiales: brillosos, cremosos, mates, con decoraciones, hidratantes, e incluso se encuentran con distintos olores y sabores.

## Historia

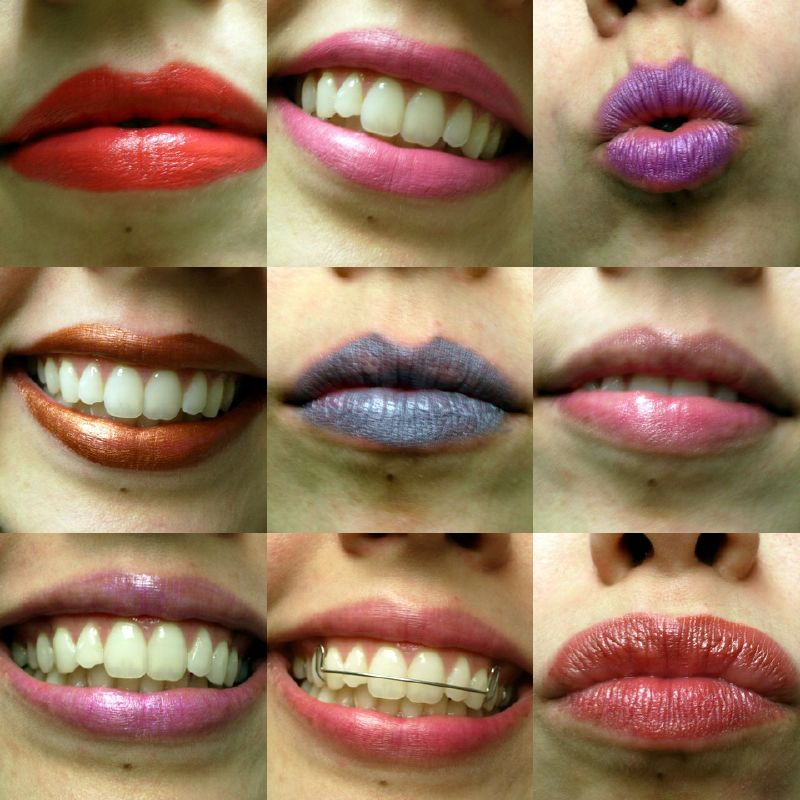
Labios con varios colores de pintalabios aplicados.

Se sabe que se viene usando desde hace alrededor de 5 000 años en la antigua Mesopotamia, cuando joyas semipreciosas eran trituradas y aplicadas a los labios y, ocasionalmente, alrededor de los ojos. Las mujeres en el antiguo Valle del Indo aplicaban el pintalabios a sus labios para decorar su cara bonita. Los antiguos egipcios extrajeron tinte rojo-amoratado de alga, 0.01 % yodo y algo de bromo mannite, que resultó en serias enfermedades. Cleopatra tuvo su pintalabios hecho de escarabajos carmín triturados, que tenían un pigmento rojo profundo y hormigas para la base. Los pintalabios con efectos brillosos fueron hechos inicialmente usando una sustancia iridiscente encontrada en las escamas de peces.
Los labiales empezaron a ganar popularidad en el siglo XVI, durante el reinado de la reina Isabel I, quien puso de moda los rostros pálidos y los labios intensamente rojos. En ese entonces, los lápices labiales eran hechos con una mezcla de cera de abejas y pigmentos rojos de las plantas.
En la Inglaterra del siglo XIX, el uso del lápiz labial se consideró poco digno de una dama respetable, se lo asoció más con mujeres marginalizadas, como actrices o prostitutas. Pero más adelante, durante la Segunda Guerra Mundial, el uso del lápiz labial se masificó gracias a su uso en la industria del cine.
Tal como la mayoría de los productos de maquillaje, el lápiz labial es utilizado generalmente al llegar a la adolescencia o la adultez, aunque a algunas niñas también se les han brindado lápices labiales con algunos colores, brillos, sabores y esencias en forma de hidratantes y bálsamos labiales. También existen lápices labiales que traen incorporado un delineador de labios.
Los labios son una parte esencial de la sensualidad, y gracias a la creación del lápiz labial se consiguen (dependiendo la técnica utilizada) diversos efectos e infinitas combinaciones de colores.

## Presentaciones o fórmula

### Lápiz de labios mate
Como su nombre lo indica, no tiene brillo o tiene muy poco, dando una imagen opaca a los labios. Este tipo de lápiz labial dura más tiempo y proporciona un alto contenido de pigmentos de color. Tiene la desventaja de hacer que los labios se vean agrietados y hay quienes creen que se ve mejor en los labios grandes pero puede usarse en labios de todos los tamaños.

### Lápiz de labios cremosos
El pintalabios cremoso es la textura más popular, proporciona un acabado más cremoso y brillante que el mate, pero es más ligero por ser cremoso, también puede hidratar los labios y tiende a durar menos tiempo que el tipo mate.

### Lápiz de labios líquido
El pintalabios líquido o gelatinoso tiene más brillo que el cremoso. Su desventaja más grande es que no dura mucho y hay que estar reaplicándolo constantemente. Se recomienda para labios finos. Los tipos de labiales llamados manchas o stains pertenecen a esta categoría, pero son diferentes porque tienden a resecar o parecer secos, son ideales para personas que desean una imagen natural. 

### Brillo de labios
El brillo de labios añade color y brillo, pero casi transparente. Es ideal para personas que no gustan verse maquilladas, pero no dura mucho y puede usarse sobre el lápiz mate o cremoso para darles más brillo.

### Lápiz de labios de larga duración
El pintalabios de larga duración o duradero es relativamente nuevo y promete durar mucho más tiempo en los labios. Es una formulación seca que puede afectar la delicada piel de los labios. 

### Lápiz de labios especial
En esta categoría están los pintalabios que prometen beneficios especiales como hacer que los labios se vean más grandes. Esto se consigue con substancias que temporalmente inflaman los labios y los hacen ver un poco más grandes. 
Aquí también están los que tienen humectantes. Estos son pintalabios en crema que tienen otros ingredientes como ceras vegetales o sábila. Como son muy cremosos, no duran mucho, pero humectan.